# 高木伝説
高木伝説（たかぎでんせつ）は、福島県本宮市高木地区に存在したとされる木にまつわる地名伝説。

## 概要
高木地区の名前の由来ともなった高木は、遠く富士山からも眺められるというほど立派なものであった。
同地区内
- 字「根岸」 - 根っこがここまであった。

- 字「高木」 - 根元がここに存在した。

などという地名にも高木が存在したと思われる地名が残っている。